# Nigger Kojak
 (octobre 2019).
Si vous disposez d'ouvrages ou d'articles de référence ou si vous connaissez des sites web de qualité traitant du thème abordé ici, merci de compléter l'article en donnant les références utiles à sa vérifiabilité et en les liant à la section « Notes et références ».
Nigger Kojak (ou simplement Kojak), né Floyd Anthony Perch, est un deejay jamaïcain de reggae, né le 30 septembre 1955 à Kingston et mort le 12 septembre 2024.

## Biographie
Perch a commencé sa carrière sous le nom de Pretty Boy Floyd, pratiquant différents Sound system. S'inspirant de Telly Savalas acteur de la série télévisée, Kojak, Perch a changé son nom de scène pour Nigger Kojak, se rasant la tête et apparaissant souvent avec la signature de Kojak, Lollipop. Il a eu un succès local avec son premier single, Massacre, et après avoir figuré sur le single Ain't That Loving You de Dennis Brown avec Hole In De Bucket, avec une chanteuse, il continue avec elle en tant que  Kojak et Liza, beaucoup de ses sorties ultérieures sont des duo avec « Liza », bien qu’au moins deux chanteuses l’aient rejoint sous ce pseudonyme (Beverly Brown et Jacqueline Boland), dont le premier album, Showcase. Kojak a été l’un des nombreux DJ qui a mis l’accent sur les chants «culturels» au profit de la pure conversation sur le dancehall des années 1980. Le succès de Kojak et de Liza a conduit à la chanson Nice Up Jamaica (en fait, une sortie solo de Perch, au rythme de « Real Rock ») repris par l’office de tourisme jamaïquain. 
Perch a créé son propre label, également appelé Nigger Kojak, qui a publié d'autres artistes, dont Delton Screechie.
En 1983, un deuxième album avec Rock Jack Kojak est enregistré en direct dans le studio de Prince Jammy.
Perch a refait surface en 1996 en tant que chanteur, en publiant un album de reprises soul sous son vrai nom sur le label Mouthpiece.

## Discographie
- 1979-8X - Screechie And Kojak (Delton Screechie & Kojak featuring Liza)
- 197X - Showcase (Nigger Kojak & Liza)
- 1983 - Rock Jack Kojak
- 198X - Chant Down Babylon (Mother Liza with Kojak)